# Regione di Iringa
La regione di Iringa è una regione della Tanzania sudoccidentale. Il capoluogo è la città di Iringa.
La regione confina a nord con le regioni di Dodoma e Singida, a ovest con quella di Mbeya, a sud con quella di Njombe e a est con quella di Morogoro.
Prima del 2012 la regione di Iringa comprendeva anche quello che adesso è il territorio della regione di Njombe.

## Distretti
La regione è divisa amministrativamente in cinque distretti:
| Distretto     | Popolazione 2012 Cens. 2012 | Popolazione 2022 Cens. 2022 |
| ------------- | --------------------------- | --------------------------- |
| Iringa urbano | 151 345                     | 202 490                     |
| Iringa rurale | 254 032                     | 315 354                     |
| Kilolo        | 218 130                     | 263 559                     |
| Mafinga       | 71 641                      | 122 329                     |
| Mufindi       | 246 090                     | 288 996                     |